# Parc naturel régional de la Narbonnaise en Méditerranée
 (juillet 2018).
Si vous disposez d'ouvrages ou d'articles de référence ou si vous connaissez des sites web de qualité traitant du thème abordé ici, merci de compléter l'article en donnant les références utiles à sa vérifiabilité et en les liant à la section « Notes et références ».
Le parc naturel régional de la Narbonnaise en Méditerranée est un parc naturel régional français créé le 18 décembre 2003, situé dans le département de l'Aude.

logo du PNR

## Présentation

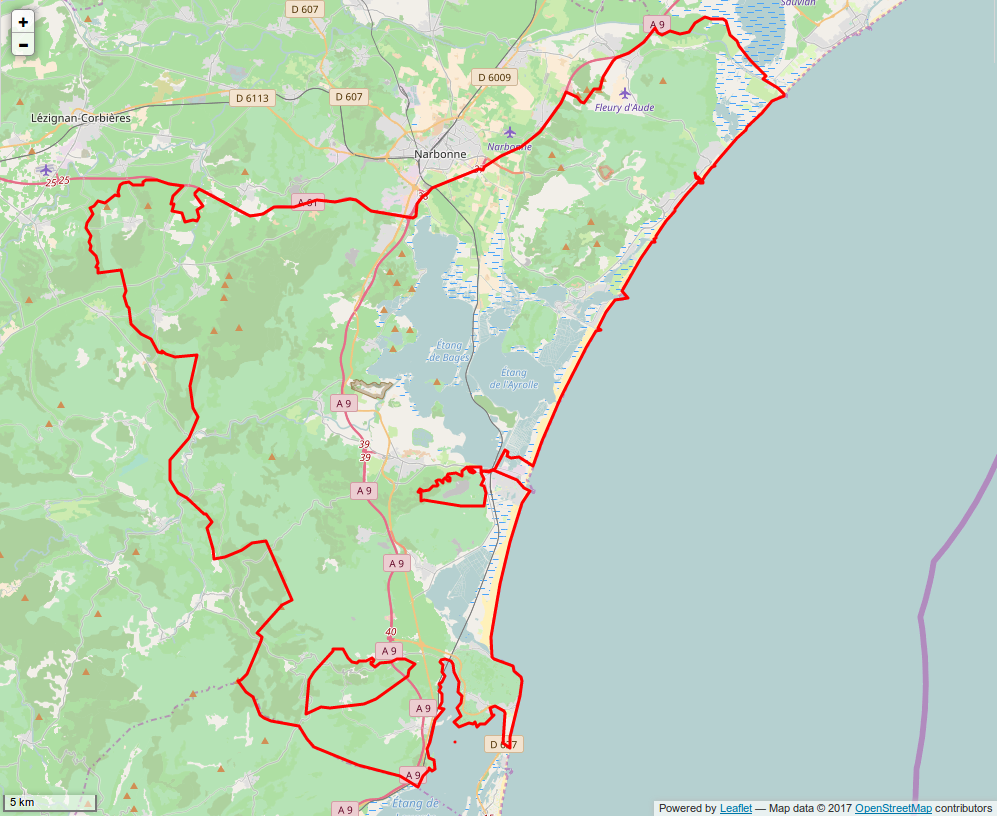
Périmètre du PNR.

Situé en région Occitanie, dans l'Aude Pays cathare, le territoire du parc naturel régional de la Narbonnaise en Méditerranée (70 000 ha) est composé des Corbières maritimes et d’un vaste complexe lagunaire, il représente en France l’un des derniers grands sites naturels préservés de cette ampleur en bord de Méditerranée.
En 10 km à vol d’oiseau, on passe de la mer et des lagunes -vastes étendues d’eau saumâtre, appelées ici étangs (de Bages-Sigean, de La Palme, de Pissevaches, de l'Ayrolle, de Gruissan, de Campignol, de Doul, du Grazel, de Mateille, des Ayguades) et salins (salins de Gruissan)-,  séparées de la mer par le cordon sableux du lido, au massif des Corbières avec son point culminant, sur le parc, à 707 m au Montoullié de Périllou. Le massif de la Clape, avec son gouffre de l'Œil Doux est inclus dans le parc.
À l'ouest, le parc est bordé par le parc naturel régional Corbières-Fenouillèdes, créé en 2021.

## Actions engagées

### Tourisme
Le parc naturel régional a impulsé, dans un large partenariat, la démarche « Nature et Patrimoine » qui offrent la possibilité de :
- parcourir et découvrir le territoire du parc en liberté en randonnée,
- comprendre et découvrir la nature et le patrimoine du parc de façon guidée,
- disposer d’hébergements touristiques qui proposent une offre en harmonie avec le parc.
- de disposer d'événements ou de produits touristiques dans cette thématique.